# Treedom
Treedom es una plataforma en línea basada en la iniciativa de Objetivos de Desarrollo Sostenible. La plataforma proporciona el alcance para que cualquiera pueda plantar árboles en diferentes continentes, incluidos Asia, África, Europa (solo Italia) y América Central y del Sur. Los usuarios pueden comprar árboles en esta plataforma e incluso elegir la ubicación donde serán plantados. Una vez comprados, los clientes se mantienen actualizados con imágenes de los árboles una vez trasplantados junto con las coordenadas GPS y otros detalles relevantes.
Federico Garcea y Tommaso Speroni fundaron Treedom en el año 2010 en Florencia, Italia. El principal objetivo de Treedom es desarrollar proyectos agroforestales en colaboración con agricultores locales con énfasis en el mejoramiento ambiental y social.
El trabajo de Treedom cumple varios objetivos de desarrollo sostenible, que incluyen prevenir la erosión del suelo, combatir la emisión de CO2 y la deforestación, proteger la biodiversidad. Además, mediante los proyectos de forestación, la empresa se ocupa de la producción sostenible de alimentos y proporciona seguridad de ingresos a los agricultores.
El funcionamiento a nivel granular de Treedom implica esfuerzos de colaboración con la comunidad local, organizaciones no gubernamentales y pequeños colectivos de campesinos. El funcionamiento de la organización cubre ubicaciones geográficas que incluyen Kenia, Ecuador, Italia, Haití y Tanzania.
En el momento que alguien adquiere un árbol mediante la plataforma en línea, el agricultor local respectivo plantará el retoño correspondiente. La actualización con respecto al crecimiento y otros parámetros del árbol se proporciona utilizando periódicamente la ubicación GPS e imágenes en una página web personalizada. Aparte de la opción de compra de los árboles, también están disponibles como regalo. 
Los agricultores que han plantado árboles frutales pueden recolectar los frutos del árbol y utilizarlos comercialmente o para otros medios. El agricultor local que plantó el árbol sigue siendo responsable de cuidar el árbol en cuestión. Treedom brinda ayuda a los agricultores mientras organiza capacitación agroforestal y oportunidades de ingresos.
En septiembre de 2020, Treedom ya ha colaborado con más de 75 000 agricultores plantando 1,2 millones de árboles en diferentes regiones de Asia, África y América Central y del Sur.
Además de su funcionamiento regular, Treedom ha colaborado con diferentes marcas como Intimissimi y Pinko, para el desarrollo de proyectos de forestación y plantación de árboles.